# Peropteryx kappleri
Peropteryx kappleri é uma especie de morcego nativa dos neotrópicos descrita por Peters em 1867, é conhecido em ingles por “greater dog-like bat”. Esta espécie está presente do sul de Veracruz no México, por toda a Amazônia da América do Sul (Peru, Equador, Colômbia, Venezuela, Guiana, Suriname, Guiana francesa) e pela Mata Atlântica do Brasil. Pode ser encontrada em altitudes baixas a moderadas, sendo encontrado em altituedes de 850 m na Venezuela ou mais de 1.500 m no Peru e Colômbia. Ausente de grandes áreas da Amazônia brasileira, embora esta área não tenha sido bem amostrada.(3,4,5,9)

## Habitat
Peropteryx kappleri pode tolerar condições secas, como na savana, mas habita principalmente florestas pluviais e pântanos. Colônias foram encontradas empoleiradas em troncos caídos, árvores ocas, cavernas e em minas de carvão abandonadas na Colômbia. Também pode ser encontrada em áreas agrícolas.
Peropteryx kappleri pode ser encontrada em elevações baixas a moderadas. A maior elevação de seu avistamento relatada é a de uma mina de carvão em Colômbia em uma altitude de 1415 m. (3,4,5,9)

## Morfologia
São encontrados em duas cores; marrom claro e marrom escuro, mas ambos têm as suas regiões ventrais mais claras. São endotérmicos e com simetria bilateral. O dimorfismo sexual existe, onde as fêmeas são mais pesadas e possuem antebraços maiores e o comprimento do corpo mais longo. O peso médio das fêmeas é 8,5 g, e dos machos é 7,7 g. O comprimento médio de corpo é 60,9 milímetros para as fêmeas, e 58,2 milímetros para os machos. O comprimento médio do antebraço é 50,3 mm para fêmeas e 48,3 mm para machos. Os ouvidos da espécie não são unidos à sua base por uma membrana, como ocorre em outras espécies do mesmo gênero.(4,5,6,9) Apresenta 32 dentes sendo 1 par de incisivos superior, 3 pares de incisivos inferiores, 1 par de caninos superiores, 1 par de caninos inferiores, 2 pares de pré-molares superiores, 2 pares de pré-molares inferiores, 3 pares de molares superiores e 3 pares de molares inferiores, sendo então  sua fórmula dentária: i 1/3, c 1/1, pm 2/2, m 3/3.
Espécimes albinos já foram encontrados e relatados várias vezes. Sendo facilmente distinguidos, onde apresentam, pelagem branca, pele rosada e olhos vermelhos.

## Ecologia
Dados colhidos sobre o acasalamento dos Peropteryx kappleri variam. Já foram relatados casos onde as fêmeas formam haréns com apenas um ou alguns poucos machos. Em um estudo conduzido por Bradbury e Vehrencamp em 1976, foi indicado que não havia nenhuma formação de harém. No entanto, um estudo realizado por Giral, Alberico e Alvare relatou que o número de machos era menor do que o número de fêmeas, desse modo sugerindo a existência de formação de harém. Os machos não competem pelas fêmeas, e todos concordaram que os machos não são territoriais.(2,5)
Os nascimentos ocorrem durante a maior parte do ano, mas apresentam dois picos, que correspondem ao aumento das chuvas durante as estações chuvosas. Um deles é um grande pico durante abril; o outro é um pico menor que ocorre durante outubro e novembro. A informação relativa ao período de gestação é desconhecida, mas sabe-se que as fêmeas produzem geralmente uma ninhada por ano. Cada ninhada consiste de um único filhote. As fêmeas amamentam seus jovens por cerca de 40 dias, após os quais os jovens são capazes de voar como adultos. O filhote atinge seu tamanho adulto em cerca de 55 dias. Após 60 dias, a maioria dos jovens deixa sua colônia de nascimento e não costumam retornar. (5,9)
O cuidado parental com os jovens existe, sendo este trabalho pertencente às fêmeas. Quando o parto se aproxima, o peso das fêmeas aumenta. Quando isso ocorre, as fêmeas vão se empoleirar em novos lugares que não estão muito longe do local atual, para se separar do grupo. Os jovens nascem relativamente bem desenvolvidos para morcegos, mas são indefesos e não podem voar. As fêmeas cobrem seus descendentes com suas asas durante o dia, e permitem que eles se anexem à base de suas caudas para amamentar desde o nascimento até que cheguem aos 40 dias de vida. Após cerca de 55 dias, a prole pode voar bem e deixar o poleiro à noite. Uma vez que isto ocorre, as fêmeas não investem muita energia na prole.(5,9)
Os membros da família Emballonuridae são conhecidos por ter uma vida útil de longa de vários anos em cativeiro. No entanto não havia informação disponível sobre a vida útil do Peropteryx kappleri tanto no selvagem ou em cativeiro.(7)
É uma espécie insetívora. Sua dieta inclui traças, borboletas e membros das ordens Diptera e Coleoptera.(8)  Possui predadores, embora nenhum seja especificamente mencionado. Os seres humanos podem causar problemas e diminuir o número de indivíduos por conta da modificação de habitat.(7)
Nenhum papel específico do ecossistema é descrito, embora eles ajudam no controle da população de insetos.(8)

## Comportamento
Não é um animal territirial, porém demonstra uma preferência por alguns locais do poleiro, mas essa prefência não é o suficiente para causar brigas entre indivíduos. Os indivíduos são geralmente sociais, e formam colônias de cinco a 47 indivíduos. Alguns indivíduos são solitários, porém são raros, mas apesar de solitários dividem o local de poleiro com outros indíviduos e até mesmo grupos. Em seu local de poleiro, os indivíduos mantêm uma distância mínima entre si. O Peropteryx kappleri é noturno. Eles voam para fora de sua habitação em busca de alimento por volta das seis da noite, e voltam entre duas e seis da manhã. Os indivíduos fazem vários voos de passagens antes de entrar no poleiro. São as fêmeas que muitas vezes entram primeiro. Nenhum grooming social (carícias e cafune) foi relatado.(5,8,9)

## Comunicação e Percepção
Comunica-se através de vocalizações, que se tornam mais fortes na caverna durante o voo. Mãe e prole também usam vocalização para localizar uns aos outros quando estão separados. Os olhos são bem desenvolvidos desde o nascimento. Como todos os morcegos da subordem Microchiroptera, Peropteryx kappleri usam a ecolocalização como um meio primário de navegação e percepção. (5)

## Conservação
É uma espécie comum e sua condição é estável em todo o habitat em que é encontrado. Além disso, não está listado como em perigo ou ameaçado na lista vermelha da IUCN.(5,8)